# Yanair
Yanair est une compagnie aérienne ukrainienne. Elle a été fondée en 2012, et basée à l'aéroport de Aéroport de Kiev-Boryspil.
Sa flotte est actuellement équipée de 6 Boeing 737 d'ancienne génération. Elle possédait des Saab 340 pour les vols internes, mais a très vite abandonné ce service. Elle possédait également un Airbus A321 jusqu'à la fin 2018.
Auparavant, la Yanair avait comme base l'aéroport de Aéroport international de Kiev (Jouliany), situé en centre-ville de Kyiv. Elle change de hub début 2019 avec la réouverture du Terminal F de l'aéroport international de Boryspil.
Actuellement la compagnie opère également au Mali sur la ligne Bamako-Gao.

## Destinations
Le 9 décembre 2013, Yanair suspend ses vols entre Chernivtsi et Kiev. Puis, Yanair a suspendu ses vols entre Vinnytsia et Moscou.

### Internationaux
Géorgie
- Tbilissi - Aéroport international de Tbilissi
- Batoumi - Aéroport international de Batoumi

 Israël
- Tel Aviv - Aéroport international de Tel Aviv-David Ben Gourion

 Mali
- Bamako - Aéroport international Modibo-Keïta

### Nationaux
Ukraine
- Kiev - Aéroport international de Kiev (hub)
- Odessa - Aéroport international d'Odessa
- Kharkiv - Aéroport international de Kharkiv

## Flotte
YanAir possède actuellement:
- 1 Boeing 737-300
- 3 Boeing 737-400
- 2 Boeing 737-500